# アラメダ (カリフォルニア州)
アラメダ（英: Alameda）は、アメリカ合衆国カリフォルニア州のアラメダ郡にある都市。人口は7万8280人（2020年）。オークランドの西、アラメダ島とベイファーム島に位置している。サンフランシスコ・ベイエリアの一部であり、サンフランシスコ湾を挟んでサンフランシスコと向かい合っている。
アラメダは市憲章を持つチャーター・シティであり、様々な政治体制を規定することができる。市は1916年にチャーター・シティとなり、シティー・マネージャー制が採られ、現在もその制度を維持している。

## 歴史
アラメダ島はもともと半島で、オークランドと繋がっていた。半島のほとんどは低地か湿地であったが、オークランドのダウンタウンに接している部分は標高が高く、世界有数のオークの自生地帯である。
この地域はかつてスペイン語で「常緑樹のオークの森」という意味のエンシナル（Encinal）と呼ばれていた。
アラメダ（Alameda）はスペイン語で「ポプラの木が育つ場所」や「並木道」という意味で、1853年に住民の投票によって選ばれた。
18世紀後半にスペイン人がこの地にやってきた頃、ここにはオローニ族の一団が暮らしていた。半島は広大なランチョ・サンアントニオの一部となり、カリフォルニアを獲得したスペイン王からルイス・ペラルタに与えられた。この土地は後にスペインから独立したメキシコに承認された。
やがて、この場所はボルサ・デ・エンシナルまたはエンシナル・デ・サンアントニオと呼ばれるようになった。
市は1853年6月6日に設立された。当初はアラメダ、ヒバーズビル、ウッドストックの3つの小さな開拓地に分かれていた。アラメダはエンシナル、ハイストリーツの2つの村のことを表していた。ヒバーズビルはノースショア・フェリー船舶ターミナルにあった。ウッドストックはサウス・パシフィック・コースト鉄道とセントラルパシフィックのフェリーの桟橋のすぐ西にある。
その後、セントラルパシフィックフェリーの桟橋はアラメダ・モールになり、サンフランシスコ・フェリーとトロリーバスやサザン・パシフィック鉄道（以前のセントラル・パシフィック）の通勤路線との乗り換え接続の場となった。
1854年には最初の郵便局が開設された。1864年にはサンフランシスコ＆アラメダ鉄道の駅が開業した。エンシナル地域にはフレデリック・ルイス・ファスキングに因んだファスキングス駅があることで知られていた。
エンシナルの郵便局は1876年に開設され、1877年にウェストエンドという名前に変更されたが、1891年に閉鎖された。当初は、ウェストエンド地域は初期の開拓者チャールズ・G・ボウマンに因んでボウマンズ・ポイントと呼ばれていた。
1869年9月6日、サンフランシスコ・ベイエリアからの大陸横断鉄道の列車が到着するアラメダ・ターミナルが開業した。2か月後の1869年11月8日に大陸横断鉄道の終着駅はオークランド・モールへと移設された。
1872年、市の境界は島の全体まで広がり、ウッドストックを市に編入した。マーク・トウェインはアラメダを「カリフォルニアの庭」と表現した。
1917年、ネプチューン・ビーチとよばれる遊園地が現在のクラブ・コーヴ地域に建てられた。ニューヨークのコニーアイランドと度々比較されたほどで、1920年代から1930年にかけて主要な呼び物であった。遊園地の最初のオーナーであるストリーロ家は、地元の製菓業者と提携して個性的な製品を製造した。スノーコーンやアイスキャンディー（ポプシクル）はネプチューン・ビーチで初めて販売された。
ストリーロ家はビーチを所有し経営を行ったほか、湾の一部にオリンピック規格を満たしたスイミングプールを作り、また湾の素晴らしい景色を味わうことのできる並外れたローラーコースターを設置した。
ネプチューン・ビーチの2つの巨大な屋外プールでは、オリンピック選手のジョニー・ワイズミュラー（後に『類猿人ターザン』でターザン役を演じた）、スポーツクラブチェーンの創業者ジャック・ラランなど、著名なスイマーがレースやエキシビジョンを行った。
世界恐慌の煽りを受けたこと、サンフランシスコ・オークランド・ベイブリッジの完成、入場料を支払わない人の増加、車文化の発達など様々な理由から1939年にネプチューン・ビーチは閉園した。
ベイブリッジか完成した当時、アラメダ・モールやフェリーターミナルへ向かう線路の途中にあったネプチューン・ビーチは通過され、大勢の乗客を失った。町の若者たちは入場料の10セントを払わずにすむ方法に気づいていた。泳ぎが得意な者や、あるいは水中を歩いて渡ってくればこっそりと忍び込むことができた。
人々は車で街を離れはじめ、アラメダのようなすぐ隣にある郊外や、カリフォルニアからさらに遠く離れた場所へと向かっていった。アラメダは遠方のリゾートとしての地位を失い、サンフランシスコの裕福な旅行者にとってはより魅力的な場所になった。
現在でもネプチューン・ビーチの時代の住居、建物は残っている。ウェブスター・ストリートとセントラル・アベニューの角にあるクロール・ビルディングにはクロール・ガーデンズ＆ホテルがあり、ここでは1883年から1914年にかけて偉大なボクサーがトレーニングをしていたことで知られている。
ジェームス・J・コーベット、ボブ・フィッシモンズ、ジェームス・J・ジェフリーズ、ジャック・ジョンソン、他にも多くのチャンピオンがここでトレーニングを積んだ。現在、美しく保たれた建物にはクロールズ・ピザと1400バー＆グリルレストランが店を構えている。
ちょうど1ブロック先、セントラル・アベニューとマッケイ・アベニューの角にあるネプチューン・コートでは、1920年代のアラメダのようなリゾートライフがもう一度見られる。
ネプチューン・ビーチの建造物の大部分、デンツェル社製の手掘りの回転木馬や観覧車、ローラーコースター、他にも多くの乗り物が1940年代に二束三文でオークションにかけられた。1940年ごろにネプチューン・ビーチが閉園したのは、全体的な質の低下と、街の真新しい水泳施設が影響していたとされる。1960年代初頭まで、2つの高校と2つの公園にスイミングプールを建設するという草の根運動が続けられていた。
街に鉄道が敷かれた1860年代、パーク・ストリートは街の大通りとして開発され、またアラメダ駅から近いことから、旧アラメダ市街地の住人はこの新しいダウンタウンへと移っていった。パーク・ストリートの場所は、テナントを引きつけ土地を発展させようと望んでいた2人の地主によって選ばれた。彼らは土地の境界線をパーク・ストリートで示すことにした。
1902年、港湾施設の拡充が必要になったことから、オークランドとアラメダ間の湿地帯に運河が浚渫され、アラメダは島となった。浚渫で出た土は湿地の埋め立てに使われた。ベイファーム島と呼ばれていた地域はもはや島ではなくなり、盛り土によってオークランドと接続された。
ジャック・ロンドンは若い頃、ベイファーム島近くの生産性の高い牡蠣養殖場で牡蠣の密漁に加わっていたことで知られていたが、今となってははるか昔のことである。アラメダ・ワークス造船所はアラメダ郡で最も大きく、設備の整った造船所であった。1950年代、造船業などアラメダの産業はアラメダ水道に沿って繁栄した。
現在、水道を跨いで位置するオークランド港は西海岸で最大級の港の一つであり、当初アラメダで試みられていた造船の技術が用いられている。
アラメダ・モールから出る定期列車に加え、市内にはサザン・パシフィック鉄道（当初はセントラル・パシフィック鉄道）によって蒸気機関車の走る通勤路線が敷設された。
この路線は後にイーストベイ電気鉄道の路線へと変わった。サザンパシフィック鉄道の電車は路面電車ではなかったが、フルサイズ規格の列車で大陸部とはウェブスター・ストリートとオークランドのフルートベールに架かる橋（後者のみ現存）で接続していた。列車はオークランド・モールとアラメダ・モール間を走っていた。
実際には、2つのモールを結んでいた路線は地図上での形から「ホースシュー・ライン（蹄鉄線）」と呼ばれていた。サンフランシスコ・オークランド・ベイブリッジが完成してすぐに、アラメダの列車は橋の下側のデッキを通ってサンフランシスコと直接結ばれるようになり、フェリーを使うことは不要になった。アラメダにあったサザンパシフィック・ウェストアラメダ工場では列車のメンテナンスや修理がされていた。
1930年代、パンアメリカン航空はアラメダ・モールに通じる盛り土に沿って水上機の基地を建設した。大型飛行艇のチャイナ・クリッパーはこの基地を拠点としていた。カリフォルニア大学は現在のウェブスターストリート・トンネルの近くに公共飛行場としてサンフランシスコ・ベイ飛行場を開設した。
1930年に飛行場の洗礼命名式が華やかに行われた。飛行場は活気があり、初期にはコースタル・エアフライト、バーニー・エアラインズ、ウェストコースト・エアトランスポート、ウェスタン・エアーエクスプレス、トランスベイ・エアフェリーズ、ボーイング社などの拠点があった。第二次世界大戦の開戦と共に、アラメダ・モールの南西に広大に広がる湿地は埋められ、アラメダ海軍航空基地が建設された。
新たに建設された基地に航空交通を干渉されたことから、飛行場は1941年に閉鎖した。
この海軍施設には広い飛行場もあり、航空母艦のドックもいくつかあった。航空基地は1997年に廃止された。

### 1973年の航空事故
1973年2月7日、レモー海軍航空基地を離陸したLTVのA-7 コルセアIIは通常の訓練を行っていたところ、28,000フィートの上空で突然炎上、市内のタホアパートへ墜落した。パイロットのロバート・リー・ウォード大尉を含む11名が墜落による衝撃や火災によって亡くなった
。

## 地理
アメリカ合衆国国勢調査局によると、市域全面積は23.0平方マイル (60 km2)で、水域は10.6平方マイル (27 km2)、陸地は12.3平方マイル (32 km2)で、水域率は53.79％である。
アラメダのニックネームは「ジ・アイランド・シティ」（もしくはシンプルにジ・アイランド）だが、現在の市は2つの島だけでなく大陸の一部にも市域が広がっている。現在、市は初期からの主要部のほか、アラメダ島西端のアラメダ海軍航空基地跡地、アラメダ島南岸に沿って広がるサウスショア、アメリカ本土の一部であるベイファーム島から構成されている。
海軍航空基地跡地は現在「アラメダ・ポイント」という名前で知られている。サウスショア地域はアラメダ島の主要部とはラグーンによって切り離されている。ラグーンの北岸はかつての島の南岸とほぼ同じである。アラメダ・ポイントとサウスショアは湾を埋め立てて造られた。
島のほぼ全域はアラメダ市に属しているが、アラメダ島の全てが市域に属しているわけではない。アラメダ・ポイントからサンフランシスコ湾に延びる旧滑走路の西にあるごみ処理場は郡境の外にあり、サンフランシスコの一部である。
コーストガード島はアラメダ島とオークランドの間に浮かぶ、アラメダ市に属する小さな島である。島にはアラメダ統合支援司令部がある。

### 気候
この地域の夏は暖かく（それほど暑くない）、乾燥している。月の平均気温が71.6°F（約22℃）を超えることはない。ケッペンの気候区分によれば、温暖夏季地中海性気候（Csb）に分類される。
しかしながら、年間の降水量が多いために、アラメダの地勢、気候は実質的に変わろうとしている。アラメダ地図地理連合によれば、アラメダ郡を取り囲む湾は降水により1週間あたり0.000061cmずつ上昇していると推定されている。
アラメダや、ヘイワード、オークランドを含むベイエリアは来世紀（80年～100年以内）には完全に湾に沈むと予測されている。
アラメダ郡に隣接しているベイファーム島は、今にも湾に完全に沈もうとしている。ベイファーム島は構造的には廃棄物などの塊で埋め立てられた人工島であるが、大部分はもともと自然の島であった。このため、ベイファーム島は島だとみなされている。不幸なことに、このような島の構成のために海水との反応で島の物質がゆっくりと分解し、劣化していくとみられている。
アラメダ地図地理連合によれば、ベイファーム島は実際に分解されて湾の底に真っ直ぐに落ちていくか、または島を支えている土台の部分が欠落するために沈んでいく可能性があると予測している。50～70年以内にベイファーム島は湾に沈むだろうと推定されている。

## 人口動態

### 2010年国勢調査
以下は2010年国勢調査による人口統計データである。
| 基礎データ - 人口: 73,812 人 - 世帯数: 30,123 世帯 - 人口密度: 1,241.3人/km2（3,241.9人/mi2） - 住居数: 32,351軒 - 住居密度: 544.0軒/km2（1,409.0 軒/mi2） - 持家: 14,488軒（48.1%） - 賃貸: 15,635軒（51.9%） - 空家率 - 持家: 1.1% - 賃貸: 5.7% - 住人 - 持家: 37,042人（50.2%） - 賃貸: 35,274人（47.8%) 人種別人口構成 - 白人: 50.8% - アフリカン・アメリカン: 6.4% - ネイティブ・アメリカン: 0.6% - アジア人: 31.2% - 太平洋諸島系: 0.5% - その他の人種: 3.3% - 混血: 7.1% - ヒスパニック・ラテン系: 11.0% | 年齢別人口構成 - 18歳未満: 20.7% - 18-24歳: 7.4% - 25-44歳: 28.5% - 45-64歳: 29.9% - 65歳以上: 13.5% - 年齢の中央値: 40.7歳 - 性比（女性100人あたり男性の人口） - 総人口: 91.7 - 18歳以上: 88.5 世帯と家族（対世帯数） - 18歳未満の子供がいる: 30.4% - 結婚・同居している夫婦: 44.6% - 未婚・離婚・死別女性が世帯主: 12.0% - 未婚・離婚・死別男性が世帯主: 4.1% - 未婚の異性のカップル: 5.6% - 同性のカップル: 1.5% - 単身世帯: 31.0% - 65歳以上の老人1人暮らし: 9.5% - 平均構成人数 - 世帯: 2.40人 - 家族: 3.06人 - 集団生活者人口: 1.2% - 施設収容者人口: 0.9% |

アラメダにはフィリピン系、ポルトガル系の大きなコミュニティがあり、トム・ハンクスの母やリンジー・フォンセカはかつてそこで育ってきた。
歴史的には日系アメリカ人のコミュニティもあり、第二次世界大戦以前にはパーク・ストリートの一部分に日本人の小さなビジネス地区もあったが、戦時中になって日本人は抑留された。アラメダ仏教会は戦前から残っている数少ない日系人コミュニティの建造物の一つである。

## 交通
車両は、オークランドから3つの橋（パーク・ストリート・ブリッジ、フルートベール・ブリッジ、ハイストリート・ブリッジ）を渡って、またはオークランドのチャイナタウンに繋がるポージー・チューブとウェブスター・ストリート・チューブの2本の海底トンネルを通ってアラメダ島にアクセスできる。
アラメダ島とベイファーム島は車両専用のベイファーム・アイランド・ブリッジで結ばれている。歩行者、自転車はベイファーム・アイランド・バイシクル・ブリッジを通行できる（これはアメリカで唯一の歩行者・自転車専用の跳ね橋である）。
カリフォルニア州道61号線はポージー・チューブ、ウェブスター・ストリート・チューブから市内を通り、ベイファーム・アイランド・ブリッジを渡ってオークランド空港の南に至る。
公共交通機関はACトランジットのバス（サンフランシスコへの高速バスもある）、そしてアラメダ・オークランド・フェリー、アラメダ・ハーバー・フェリーの2つのフェリー路線がある。ACトランジットは朝から夕方までリンカーン中学校への3本のバスも運行している。
ポージー・チューブの出口近くにはBARTのレイク・メリット駅が、フルートベール・ブリッジの近くにはフルートベール駅がある。
アラメダ島はオークランドの州間高速道路880号線からほんの数分の距離にあるが、市内のすべての道路には25マイル（40km）/hの速度制限がある。これを知らない多くのドライバーはハイウェイを出た後も速度を落とさずに運転してしまう。ペデストリアン・フレンドリー・アラメダ、バイクアラメダなどのグループは自動車の制限速度に関する法律の施行を強く主張している。

## アトラクション
湾に近いため、クラウン・メモリアル・ステート・ビーチではウィンドサーフィンやカイトサーフィンをする人がよく見られる。ビーチからはサンフランシスコからオークランド・ベイブリッジにかけてのスカイラインを眺めることができる。
最近のアトラクションの一つとして、旧海軍基地にある航空母艦USSホーネットを博物館船に転用したUSSホーネット (CV-12)博物館がある。この船は元々キアサージという船名だったが、ドーリットル空襲で有名なホーネット(CV-8)が1942年10月に撃沈されたことで改名された。その後1943年8月に就役し、1970年に退役。1989年に除籍後1998年から博物館として公開された。
アラメダはビクトリアン様式の建築物でも知られており、市内の一戸建て住宅のうち9％はビクトリアン様式であり、さらに2～4部屋に分かれている集合住宅も多くある。アラメダは他のベイエリアの都市に比べ1906年の地震以前から存在する住居が多く残っていると言われている。
市内のベイファーム島にはアメリカンフットボールチームのオークランド・レイダースの公式事務所と練習施設がある。レイダースの公式グッズを扱っているザ・レイダー・イメージもあり、誰でも自由に訪れることができる。
19世紀に入ってすぐ、アラメダ市は道路建設にあたってチャールズ・フローリングの所有するかなりの広さの土地を撤去した。フローリングは相続で受け取った土地の一区画に彼の理想的な家を建てる計画を立てていた。
市と冷淡な隣人への腹いせに、彼は残された細長く小さな土地に幅3.0ｍ、長さ16ｍ、高さ6.1ｍの住居を建設した。彼のスパイトハウス（嫌がらせ、または意地悪な家という意味）は現在も残っており、居住者もいる。
アラメダは独立記念日パレードでも知られている。アメリカで2番目に長く歴史がある独立記念日パレードと宣伝されている。手作りの屋台、クラシックカー、動力設備のついた家具、炎を吹くドラゴン、マーチングバンド、そして大群衆が特徴である。パレードのルートは約5㎞の長さがある。
パーク・ストリート業務地区は1800年代に建設された多くの建造物で知られており、アメリカ合衆国国定歴史建造物に指定されている。ダウンタウンの大通りは地元の商店、レストラン、酒場など様々な店で賑わっている。1932年のアラメダシアター&シネプレックスの修復は商業地区の文化的な目玉であった。
さらに、レトロアーケードゲームを収集したハイスコア・アーケード博物館、各ホールにゴールデンゲートブリッジ、コイトタワーなどベイエリアのランドマークがあることが特徴である室内ミニゴルフ施設のサブパー・ミニチュアゴルフなどがある。

## 経済
2000年、過去の2回の不成立を経て、ロマ・プリータ地震で損傷を受けた市のカーネギー図書館を新しい図書館に建て替えるための地方債が有権者の投票によって認められた。市は州からも新しい図書館のための資金を受け取った。新しい図書館は2006年11月に開館した。

### アラメダ・ポイント
アラメダ・ポイントにあったアラメダ海軍航空基地は1997年に廃止された。アラメダ市への移管と市民による開発が進行中である。2006年7月、アラメダ市は108万ドルで海軍から市へ土地を移管する取引をしたと発表した。土地の環境浄化の金額負担について海軍と市の間で論争が起こったことで、移管の手続きは最初からスローダウンしてしまった。
2010年10月、アメリカ退役軍人局はアラメダ・ポイントにプライマリーケア、特殊医療、メンタルヘルス、薬物乱用等様々な医療サービスを提供する最先端の施設を2億900万ドルを投じて建設する計画を表明した。2011年、退役軍人局は議会から建設計画についての1733万ドルの予算権限を受け取った。
しかし、絶滅危惧種の鳥カリフォルニアコアジサシの営巣地に隣接していることを懸念し、計画の進行は先延ばしにされている。2012年と2013年、退役軍人局の議会への予算要求では、アラメダ・ポイントへの資金の要求はなかった。
2011年11月、アラメダ市と海軍はアラメダ・ポイントの918エーカーの土地を無償譲渡することで一致した。

### アラメダズカップ
ラリー・エリソンが設立したBMWオラクルレーシングに所属するゴールデンゲート・ヨットクラブは第33回アメリカスカップで勝利した。第34回アメリカスカップを開催したサンフランシスコとの共同もしくは代替地として飛行場が使われる可能性があった。
ゴールデンゲート・ヨットクラブがアメリカスカップで優勝してから2週間を待たず、アラメダ市議会は第34回アメリカスカップのサンフランシスコ・ベイエリアでの開催を支援する書類を満場一致で提出した。2011年の初め、市議会はアラメダズカップ市民諮問委員会を立ち上げ、競技チームや潜在的な観衆の関心を集められる方法を模索した。
このような努力を通じ、2012年半ばにスウェーデンのアルテミス・レーシングがアラメダ・ポイントのかつての格納庫の一つにチームの拠点を作ると表明した。

### ワイン・スピリッツの生産
アラメダ・ポイントにはローゼンブルーム・セラーズ・ワイナリー、ロックウォール・ワイナリー、セントジョージ・スピリッツといった醸造所がある。1978年、アラメダの獣医ケント・ローゼンブルームと彼の妻キャシーはローゼンブルーム・セラーズを創設した。2008年、会社はディアジオに買収された。ケント・キャシー夫妻の娘ショウナ・ローゼンブルームはロックウォール・ワイナリーでワインを製造している。
2007年12月、セントジョージ・スピリッツのセントジョージ・アブサンVerteは、1912年に法律で禁止されて以来初めてアメリカで合法的に生産されたアブサンのブランドとなった。

### 映画館
市は由緒のあるアール・デコ建築で市のランドマークとなっているアラメダ・シアターを修復し、8つのスクリーンがあるシネマコンプレックスに拡張した。2008年5月21日に一般に公開された。
1969年に開館したサウスショアモール・ツインシネマは、1998年に閉館するまで島では有名な映画館だった。2002年、建物は取り壊され、映画館があった場所は現在駐車場になっている。

### 主要な雇用主
市の包括的年間財務報告書2010年版によると、市内の大きな雇用者トップ10は以下の通りである。
| 順位 | 雇用主                                | 雇用者数 |
| ---- | ------------------------------------- | -------- |
| 1    | UTスターコム                          | 2,400    |
| 2    | アラメダ市                            | 575      |
| 3    | アラメダ病院                          | 492      |
| 4    | セレラ                                | 490      |
| 5    | Associated Third Party Administration | 250      |
| 6    | ベイシップ&ヨット                     | 250      |
| 7    | アラメダ大学                          | 216      |
| 8    | Associated Third Party                | 200      |
| 9    | ウィングストップ                      | 200      |
| 10   | ベイビュー看護リハビリセンター        | 180      |

## ローカル紙・雑誌
アラメダの最初の新聞エンシナル紙は1850年代初頭に創刊された。新聞の編集者は市の法人化運動に尽力した人物でもある。その後も地理的な境界に沿っていくつかの新聞が創刊され、デイリー・アーガス紙は最終的に有名になった。
アラメダ生まれのジョセフ・R・ノーランドは若い頃政治や歴史に関する記事を書いていた。その後、ノーランドは大きな影響力を持つオークランド・トリビューン紙を所有することになる。1900年頃になると、デイリー・アーガス紙は重要性を失いつつあった。
1930年代には東西にあった新聞社ザ・タイムズとザ・スターが合併してアラメダ・タイムズスターとして中心的な役割を担った。タイムズスター紙は1970年代にアラメダ新聞グループに売却された。
1997年、ヒルズ・ニュースペーパーが当時アメリカで2番目の規模の大手新聞社ナイトリッダーに買収された。買収の後、ヒルズ新聞の従業員は地元の声が不足していることを認識し、2001年に新たなローカル紙であるアラメダ・サン紙を創刊した。
2006年、ナイトリッダーはサクラメントに拠点を置く新聞社であるマクラッチー社を今にも売却しようとしていると発表した。コントラコスタ・タイムズ紙を発行しているマクラッチー社は、ナイトリッダーによる再編のもとで、ヒルズ・ニュースペーパーを含む5つの新聞すべてが売りに出された。
アラメダ・タイムズスターの現在のオーナーで、コロラド州に拠点を置くメディアニュース社はコントラコスタ・タイムズ紙、サンホセ・マーキュリー・ニュース紙両紙を買収し、イーストベイ地域の日刊紙市場を1つのオーナーのもとに統合することについて強い関心があると発表した。メディアニュース社はタイムズスター紙を2011年に廃刊した。
現在アラメダにはアラメダ・サン、メディアニュース紙が発行するアラメダジャーナルの2つの週刊紙に加え、ウェブ上でニュースを配信するジ・アラメダンもある。

## アラメダ市営発電所
周辺の自治体と違い、アラメダには市営発電所があり、市民に直接電気を送っている。アラメダ市営発電所の遠距離通信部門の主要部は2008年にコムキャストへ売却されたが、アラメダ・ポイントで遠距離通信サービスを続けている。
2000年、2001年に起こったカリフォルニア電力危機の間、アラメダ市営発電所は電力料金を引き上げなかったが、一方でカリフォルニアの住民の大半は著しい電力料金の上昇に耐えるしかなかった。

## 芸術・文化

### 映画の撮影
アラメダには多くの映画のセットがある。市内では『アンドリューNDR114』（原題：『バイセンテニアル・マン』）、『ザ・インターネット』『マトリックス リローデッド』、『マトリックス レボリューションズ』、『レント』など多くの映画が撮影された。アニメ作品の『アニマトリックス』のストーリーの一つ「キッズ・ストーリー」ではアラメダ高校が一部登場した。
旧海軍航空基地の大きな格納庫は、『アンドリューNDR114』『フラバー』、『奇蹟の輝き』、『ミッション:インポッシブル2』、『マトリックス3部作』のバレットタイムシーンなど、CGを要する特殊なシーンの撮影に使われた。旧海軍航空基地の開けた場所では、テレビ番組「怪しい伝説」の危険度の高い実験が度々行われている。

### ウェブスター・ストリートのフェスティバル
市内のウェブスター・ストリートでは芸術、工芸のフェスティバルを長らく開催している。フェスティバルの間、アラメダ市はウェブスター・ストリートの一部をフェスティバルの参加者のために封鎖する。ピーナッツバター・フェスティバルといったフェスティバルには地元だけでなく市外からも多くの人が訪れる。

### パーク・ストリートのフェスティバル
以下の3つの主要なイベントの際にはアラメダのダウンダウン歴史地区の道路は通行止めになる。パーク・ストリート・スプリングフェスティバルは毎年5月母の日の週の週末に開催され、5万人以上が訪れる。パーク・ストリート・アート&ワイン・フェアは7月の最終週の週末に開催され、10万人以上が訪れる。
これらのストリート・フェアでは150以上の芸術・工芸品の店、食べ物の店、ビールやワイン、子ども用エリア、地域の催し物のための2つのステージなどがある。パーク・ストリート・クラシックカー・ショーは10月の第2土曜日に開催され、400台以上のヴィンテージカーが展示される。

## 著名な出身者
- ウィリアム・ノーランド - 政治家、連邦上院議員。
- リーフ・エリクソン - 俳優。
- ジミー・ドーリットル - 軍人、パイロット。ドーリットル空襲を指揮した。
- ジョン・ベイカー - 野球選手。
- バージニア・リー・バートン - 絵本作家、画家、デザイナー。代表作に『ちいさいおうち』がある。
- ガレット・エクボ - 造園家、環境デザイナー・ランドスケープアーキテクトで、EDAW創始者の一人。
- 家族が海軍勤務の人物
  - アン・カリー - ジャーナリスト、司会者。
  - フィリス・ディラー - 女優、声優、コメディエンヌ。
  - トム・ハンクス - 俳優、映画監督。
  - ジム・モリソン - ロックバンド、ドアーズのボーカリスト。
- エンシナル高校出身の人物
  - ウィリー・スタージェル - 野球選手。1988年アメリカ野球殿堂入り。
  - トミー・ハーパー - 野球選手。ウィリー・スタージェルとは高校時代のチームメイト。
  - ドントレル・ウィリス - 野球選手。2003年ナショナルリーグ新人王、2005年最多勝を獲得。
  - ジミー・ロリンズ - 野球選手。2007年ナショナルリーグMVP。
- セントジョゼフ・ノートルダム高校出身の人物
  - ジェイソン・キッド - NBA選手。
- アラメダ高校出身の人物
  - ダフィー・ルイス - 野球選手。

## 教育
アラメダの公立小学校、公立中学校はアラメダ統合教育学区が管轄しており、法律的には市政府と分離されている。２年制のコミュニティ・カレッジのアラメダ大学はウェスト・エンドにあり、ペラルタ・コミュニティ・カレッジ学区の一部である。

### 高校
- アラメダ高校
- アラメダ科学技術専門学校
- アラメダ・コミュニティ・ラーニングセンター（第6学年～第12学年のチャータースクール）
- エンシナル高校
- アイランド高校（定時制）
- セントジョゼフ・ノートルダム高校（私立）

### 中学校
- リンカーン中学校
- ジ・アカデミー・オブ・アラメダ（チャータースクール、以前のチップマン中学校）
- ウィル・C・ウッド中学校

### 小学校
- アメリア・イアハート小学校
- ベイファーム小学校
- ドナルド・D・ラム小学校
- エジソン小学校
- フランク・オーティス小学校
- フランクリン小学校
- ヘンリー・ヘイト小学校
- ウィリアム・ペイデン小学校
- ルビー・ブリッジズ小学校
- マヤ・リン・スクール（以前のワシントン小学校）

この他にも多くの市立小学校がある。

## 姉妹都市
アラメダ市社会福祉・ヒューマンリレーションズ委員会に勤めていたスチュワート・チェンの手ほどきにより、2005年にアラメダ市と無錫市、江陰市は交流を持った。チェンは2012年11月にアラメダの市議会議員に選出された。

### 姉妹都市
- 江陰市
- リーディンゲー アイゼンハワー大統領の提唱で、第2次世界大戦後に異なる国の人々が理解を深め合う目的で始まったピープル・トゥ・ピープル・プログラムの一環として、1959年に姉妹都市提携がなされた。アラメダ、リーディンゲーの両市ともに大都市と橋によって結ばれているという点で共通している。

### 友好都市
- 無錫市（2004年から）

### 議論
2013年9月、チベット人権団体がアラメダ市長をターゲットにしてソーシャルメディア・Eメールキャンペーンを始めた。その内容はアラメダ市が参加し、関連のある10月1日の国慶節の国旗掲揚セレモニーは、中国の共産主義政権、人権侵害、チベットの占領を支持するに等しい扱いであるとの不満を訴えるものであった。
アラメダ市は、セレモニーはアラメダ姉妹都市協会とアラメダ無錫友好協会に関わるものであり、市は一切関与していないと返答した。これに対しチベット人権団体は9月26日、アラメダ市社会福祉・ヒューマンリレーションズ委員会のメンバー、マイケル・ロブレス・ワンを指名し、彼が友好都市協会の代表者だと返答した。
2013年10月1日、チベット人権団体のチベットトゥルース、ベイエリア・フレンズ・オブ・チベットはセレモニーに抗議するために約75人をアラメダ・シティホールに送った。結局、主催者はセレモニー開催前に中止した。元アラメダ市議会議員フランク・マタレーゼがセレモニーの中止を発表した。
その後当時の市議会議員スチュワート・チェンはセレモニーは外交的なもので、政治的な運動ではないと主張した。